# Жук Світлана Іванівна
Світлана Іванівна Жук (нар. 14 травня 1958) — доктор медичних наук, професор, завідувач кафедрою акушерства, гінекології та медицини плода Національної медичної академії післядипломної освіти ім. П. Л. Шупика, заслужений лікар України, лауреат Державної премії в галузі медицини, віце-президент Асоціації перинатологів України.

## Біографічні відомості
Жук Світлана Іванівна народилась 14 травня 1958 року в c. Шпиків Тульчинського району, Вінницької області.

Основні етапи педагогічної та науково-педагогічної діяльності у вищих закладах освіти:
- 1991—1997 рр. — асистент кафедри акушерства і гінекології № 1 Вінницького державного медичного університету;
- 1997—2001 рр. — доцент цієї ж кафедри;
- 2001—2005 рр. — професор цієї ж кафедри;
- 2005– професор кафедри військової хірургії Української військово-медичної академії.
- З березня 2010 року — завідувач кафедрою акушерства, гінекології та медицини плода Національної медичної академії післядипломної освіти ім. П. Л. Шупика.

## Освіта
У 1981 році закінчила Вінницький медичний університет імені М. І. Пирогова. Інтернатуру з акушерства та гінекології проходила на базі кафедри акушерства, гінекології № 1 ВНМУ ім. М. І. Пирогова.

В 1985—1988 рр. навчалась в заочній аспірантурі в Київському НДІ ПАГ ім. П. М. Буйко.

В 1992—1995 рр. навчалась в докторантурі в Київському НДІ ПАГ ім. П. М. Буйко.

### Захист дисертаційних робіт
1. В 1989 р. в рамках заочної аспірантури при НДІ ПАГ захистила кандидатську дисертацію «Гіпогалактія: прогнозування та профілактика». Науковий керівник: Сольський Яків Порфирович
2. В 17.04.1995 захистила докторську дисертацію «Слабкість пологової діяльності: прогнозування, діагностика та корекція» за спеціальністю акушерство та гінекологія. Науковий консультант: Михайленко Омелян Трохимович

### Лікувальна і наукова діяльність
Має біля 350 друкованих праць, 12 методичних розробок, 8 інформаційних листів, 7 патентів.

## Патенти
1. Жук С. І.,Каюк В. Г., Камінський В. В. Спосіб лікування раку тіла матки ІІІ ступеня. Патент на винахід МПК 6А61В 17/00,А 61М27/00 від 26.11.1998.
2. Жук С. І., Григоренко А. М. Спосіб профілактики гіпотоничних кровотеч в IV періоді родів. Патент на винахід № 99126795 від 14.12.1999.
3. Жук С. І.,Костюк А.л. Спосіб лікування невиношування вагітності. Патент на винахід № 99105933 від 30.05.2000.
4. Жук С. І.,Камінський в.в., Григоренко А.м. Спосіб лікування залозистої та залозисто-кістозної гіперплазії ендометрія. Деклараційний патент на винахід № 63280 А.2004.
5. Жук С. І., Дзісь Н. П. Спосіб лікування незапальної хвороби додатків матки. Патент № 60788. А61К 31/00, А61К 33/00.
6. Жук С. І., Дзісь Н. П. Спосіб діагностики незапальної хвороби додатків матки. Патент № 60787. А61В 5/00.
7. Пат. U 2013 11398 Україна, МПК (2014.01) А61К 31/00. Спосіб консервативного лікування оваріковарікоцеле / С. І. Жук, С. Б. Чечуга, А. М. Григоренко, Г. А. Сілін; заявник та патентовласник. Вінниц. нац. мед. унів-т. — № 87982; опубл. 25.02.2014; Бюл. № 4.

## Учні
Чечуга С. Б.,Григоренко А. М., Дзісь Н. П., Ночвина О. А.,Таран О.А, Захурдаєва Л. Д., Марущак О. В., Ус І. В., Кошмеринська А. М., Воробей-Вихівська В. М., Марцинковська В. В., Мельник Ю. М., Ошовський В. І.

## Перелік ключових публікацій
1. RaghavanS1, MaistrukG, ShochetT, BannikovV, PosohovaS, ZhukS, LishchukV, WinikoffB. Efficacyandacceptabilityofearlymifepristone-misoprostolmedicalabortioninUkraine: resultsoftwoclinicaltrials. Eur J ContraceptReprod Health Care. 2013 Apr;18(2):112-9.
2. The characteristics of the clinical manifestations and diagnostic criteria of progressive tubal pregnancy.Mundzhal S, Zhuk SI, Hryhorenko AM.Lik Sprava. 2000 Jan-Feb;(1):87-8. Ukrainian.
3. The role of determining specific pregnancy proteins in the diagnosis of progressing tubal pregnancy.Mundzhal S, Zhuk SI, Hryhorenko AM.Lik Sprava. 1999 Oct-Dec;(7-8):135-6. Ukrainian
4. The course of pregnancy and labor in women with combined anemia of pregnancy and late gestosis.Kamins'kyĭ VV, Zhuk SI, Protsepko OO.Lik Sprava. 1999 Apr-May;(3):132-3. Ukrainian.
5. The antepartum preparation of women with late gestoses.Kaminskiĭ VV, Zhuk SI, Chechuga SB.Lik Sprava. 1999 Mar;(2):109-10. Russian.
6. Subcutaneous retroperitoneal rupture of duodenum.ZHUK SI.Vestn Khir Im I I Grek. 1959 Feb; 82(2):97-8. Russian. No abstract available.
7. Жук С. І.,Мельник Ю. М., Захурдаєва Л. Д., Шунько Е. Е. Перенатальний консиліум — внутрішньоутробний плід стає пацієнтом. . // Здоровьеженщины. — № 6 (52). — 2010. — с.122-124.
8. Жук С. І. Вроджена діафрагмальна грижа, патофізіологія та допомога в епоху мікроінвазивної хірургії плода/ С. І. Жук, В. І. Ошовський, Парпалей Є. І., Ошовська І. О. // Здоровьеженщины.- № 5 (61) — 2011. — с. 107—110.
9. Жук С. І. Беременность двойней — двойное требование к материнському организму / Ю. П. Вдовиченко, О. В. Мельник / Здоровье женщины. — № 3 (35). — 2011.
10. Жук С. І., Ошовський В. І., Хорошаєва Н. Є., Марущак О. В., Парпалей Є. І., Мельник Ю. М. Досвід успішної фетальної гемотрансфузії при ранніх проявах гемолітичної хвороби плода / З турботою про жінку. — № 7 (37).- 2012.
11. Жук С. І. Проблемы невынашивания беременности в контексте доказательной медицины/ Здоров'я України. — № 3.-2012.
12. Жук С. І. Плацентарна дисфункція та натуропатичні методи її лікування/ Здоровье женщины. — № 2.- 2012.- с.96-100.
13. С. І. Жук, О. А. Ночвіна. Психофізіологічні особливості жінок з синдромом хронічного тазового болю./ Збірник наукових праць асоціації акушерів-гінекологівУкраїни, 2013, стор. 160—163.
14. Жук С. І. Прегравідарна підготовка у жінок з дисгормональними порушеннями репродуктивної системи / Жіночий лікар. — 2013. — № 2 (46). — с.32-36.
15. Жук С. И., Ус И. В. Ретроспективный клинико–статестический анализ у женщин с преждевременными родами и тромбофелическими расстройствами разного генеза. Акушерство, гинекология и неонатология — научно–практический журнал. Армения.-№ 1. — 37-42с.
16. Жук С. И., Таран О. А. Диссквамированые эндотелиоциты, как маркер дисфункции и повреждения эндотелия при интраэпителиальных нарушениях ш/матки. . Акушерство, гинекология и неонатология — научно–практический журнал. Армения.-№ 1. — 42-47с.
17. Жук С. И. Новыевзгляды на целесообразностьприменения КОК у женщин с эндометриозом. Какподобрать КОК?/ Жіночий лікар. — 2014.- № 3(53). — 46-54с.
18. Жук С. І. Про досягнення медицини плода в Україні / Жіночий лікар. — № 1 (57). — 2015. — с.14-17.
19. Жук С. І. Дополнительные эффекты комбинированных оральных контрацептивов: КОК и молочная железа / Жіночий лікар. — № 2 (58). — 2015. — с.22-27.
20. Жук С. И. Алгоритмы оказания помощи при аномальных маточных кровотечениях/ Жіночийлікар.- 4(60). — 2015. — с.22-30.
21. Жук С. І., Мельник Ю. М., Марущак О. В. Причини, діагностика і тактика лікування порушень ритму серця у плода./ Здоровье України.- № 3(19)-2015. — с.23-25.
22. Жук С. І. Шляхи зниження материнської смертності: українські реалії та міжнародний досвід.- Жіночий лікар. — № 2(58) — 2015.- с.18-20
23. Жук С. І. Роль стресу і гіперпролактинемії при порушеннях менструального циклу в молодих жінок./Жіночий лікар.- № 5.- 2016.- стр.22.

## Міжнародна співпраця
Налагодження наукових зв'язків із провідними установами Німеччини, Польщі, Бельгії, Росії та Казахстану в сфері медицини плода, а саме:
- Університет Мартіна-Лютера (Халлє-Саллє, Німеччина)
- Центр дитячої хірургії (Катовіце, Польща)
- Національний медичний холдінг (Астана, Казахстан)
- Університет Йогана Гутенберга (Майнц, Німеччина)
- Академія NESA (Берлін, Німеччина)
- Університетський госпіталь Льовена, відділення фетальної медицини (Бельгія)
- Пренатальний інститут Цюріха (Швейцарія).